# Волшебный мелок
«Волшебный мелок» (норв. Trollkrittet) — абсурдистский сказочный роман для детей норвежской писательницы Синкен Хопп, написан в 1948 году. Роман выдержан в лёгком сатирическом тоне и включает в себя загадки и стихи.
Малвин Несет проиллюстрировал первое издание, а Рейдар Йохан Берл — обновлённое цветное иллюстрированное издание в 1968 году.
«Волшебный мелок», в первую очередь, вдохновлён английской литературой абсурда, но также вписывается в канву послевоенной скандинавской абсурдистской детской поэзии и детской литературы скандинавских стран в целом: Пеппи Длинный чулок, Муми-тролли, стихи Леннарта Хеллсинга и Хальфдана Расмуссена. По мнению ряда литературоведов, книга ввела абсурдистскую поэзию в норвежскую литературную традицию, а Синкен Хопп стала единственным всемирно известным норвежским автором литературы абсурда .

## Сюжет
Мальчик по имени Юн находит мелок, обронённый ведьмой, и использует его, чтобы нарисовать человечка на заборе, не зная, что мелок волшебный. Человечек оживает и заявляет, что его зовут Софус. Юн рисует дверь, и они вместе входят в сад, полный говорящих животных, некоторым из которых герои помогают с помощью волшебного мелка. Затем героев донимает сова с педагогическими наклонностями. Решив несколько абсурдных математических задач, Юн и Софус уходят от неё и вскоре спускаются в пещеру, где встречаются с крокодилом и тигром, но выбираются живыми. Выйдя с другого конца пещеры, они находят дом маленькой пожилой женщины, которая предлагает им печенье в форме животных, по одному на каждую букву алфавита. После разговора с животными, которые могут произносить только слова, начинающиеся с их буквы, друзья покидают бабушку.
Затем они сталкиваются с Кумле, дружелюбным троллем. Он предлагает каждому из ребят исполнение трёх желаний в обмен на мелок, и Софус просит скрипку, кошелёк, в котором всегда есть деньги, и конфеты, которые заставляют расти траву вместо волос; Юн хочет, чтобы Софус стал водонепроницаемым, конфеты противоположного действия с теми, что пожелал Софус, а третье желание оставляет про запас. Их желания исполняются, и они соглашаются встретиться снова.
Вместе они приходят в королевство, и Софус решает пойти в замок. Он очаровывает короля, королеву и принцессу своей игрой на скрипке и заявляет, что богат, демонстрируя свой кошелёк в качестве доказательства. Принцесса крадет кошелёк и скрипку. В отместку Софус дарит ей и её родителям волшебные конфеты. Когда конфеты начинают действовать, король пытается заключить Юна и Софуса в тюрьму, но они успешно сбегают.
Жители королевства предполагают, что зелёная растительность на головах королевской семьи — это своего рода новые головные уборы. Подобные шляпы быстро входят в моду, но с наступлением осени трава на августейших головах начинает жухнуть. Юн и Софус возвращаются в замок, и Юн отдаёт королевской семье свои конфеты. Трава снова превращается в волосы, но прежде Юн берёт Софуса за руку и загадывает третье желание: вернуться домой. Они тут же оказываются на кухне, где мама Юна готовит обед, и рассказывают ей обо всём, что с ними случилось.

## Анализ
«Волшебный мелок» предстаёт как словесная игра, основанная на альтернативном логическом принципе: «Это непосредственная логика языка, и она буквальная. Дети хорошо знают эту логику, она составляет основу для многих шуток и загадок». Некоторые из загадок принимают форму вопросов к читателю.
Книга также читается как история «двойничества», в которой Софус выглядит как негативная проекция Юна: Софус «выражает все желания Юна и его негативные стороны. Но в то же время Юн настолько увлечён нормами, в которых его воспитывают, что пытается привить Софусу хорошие манеры, которым его научили». Харальд Баче-Вийг «считает, что путешествие двух мальчиков даёт материал для психологического конфликта, исходящего от Юна. […] Между ограничением (Юн) и желанием (Софус), между реальностью и мечтой, между рациональностью и воображением».
Сиссель Веггеланд находит в книге четыре формы «полезности»:
- культурная: в книге комментируются и преломляются черты современной культуры; это всегда присуще абсурдистской литературе, потому что абсурду необходимо повествование о культуре, чтобы было что искажать;
- экзистенциальная: главные герои сталкивается с опасностями и трудными ситуациями, в которых они должны искать решения;
- эстетическая: автор использует различные жанры, рифмы и другие поэтические языковые особенности;
- познавательная: автор представляет читателю несколько задач, связанных с пониманием чисел, слов и других значимых символов.

## Критика
Бетти Майлз из Педагогического колледжа на Бэнк-стрит нашла иллюстрации «адекватно энергичными, хотя и разреженными», и добавила, что «шаляй-валяй ситуации сопровождаются типографской непринуждённостью». Kirkus Reviews охарактеризовал роман как «восхитительное одеяние из фантазий, головоломок, поэзии и абсурда», где «на каждом шагу зрению читателя бросается вызов», и оценил его как «изобретательный мир, населенный персонажами… придуманными для постоянного развлечения и удивления».

## Культурное влияние
«Волшебный мелок» регулярно относят к классике, в Норвегии книга была переиздана несколько раз. Помимо прочего, книга входит в коллекцию норвежского Книжного клуба детской библиотеки (2006) и была переведена, по разным данным, на 12 или 20 языков. «Волшебный мелок» вместе с повестью-продолжением «Юн и Софус» вошёл в сборник «Сказочные повести скандинавских писателей», изданный в СССР в 1987 году.
Роман инсценирован Мортеном Йостадом и поставлен на Национальной сцене в 1987 году. Первая версия инсценировки Йостада была впервые представлена на борту старейшего в мире действующего колёсного парохода PS Skibladnerв 1979 году, а затем во время Бергенского международного фестиваля в 1980 году.
Слова песенки, которую Бибби пела Софусу для маханий волшебной палочкой, стали основой песни «Сара Бара-Бу» ленинградского бит-квартета «Секрет». С небольшими изменениями оригинального текста (в переводе Юрия Вронского) песня входила в альбомы «Ты и я» (1984) и «Секрет» (1987).

## Продолжение
В продолжении «Волшебного мелка», вышедшем в 1959 году и озаглавленном «Юн и Софус», рассказывается о приключениях друзей в замке. Контрастные личностные линии мальчиков продолжаются: Софус — возвышенный художник и увлечён вечными вопросами, Юн — персонаж приземлённый. Тролль Кумле становится редактором газеты и публикует абсурдные статьи и фотографии, что является пародией на газеты того времени.
«Книга более сказочная, без чёткой структуры „Волшебного мелка“, за исключением путешествия как движителя повествования».